# Sentelie
Sentelie est une commune française située dans le département de la Somme, en région Hauts-de-France.

## Géographie

### Localisation
Sentelie est un village picard de l'Amiénois, limitrophe de l'Oise.
Limitrophe de Poix-de-Picardie avec Lahaye-Saint-Romain, la localité est située à 9 km au nord-est de Grandvilliers, 9 km au sud-ouest de Conty, 27 km au sud-ouest d'Amiens et à 32 km au nord-ouest de Beauvais, à vol d'oiseau.
Le territoire de la commune est limitrophe de ceux de sept communes.
Les communes limitrophes sont Dargies, Bergicourt, Brassy, Courcelles-sous-Thoix, Guizancourt, Poix-de-Picardie et Thoix.

### Géologie et relief
Sentelie se situe dans la vallée des Évoissons.

### Hydrographie
La commune est située dans le bassin Artois-Picardie. Elle n'est drainée par aucun cours d'eau.

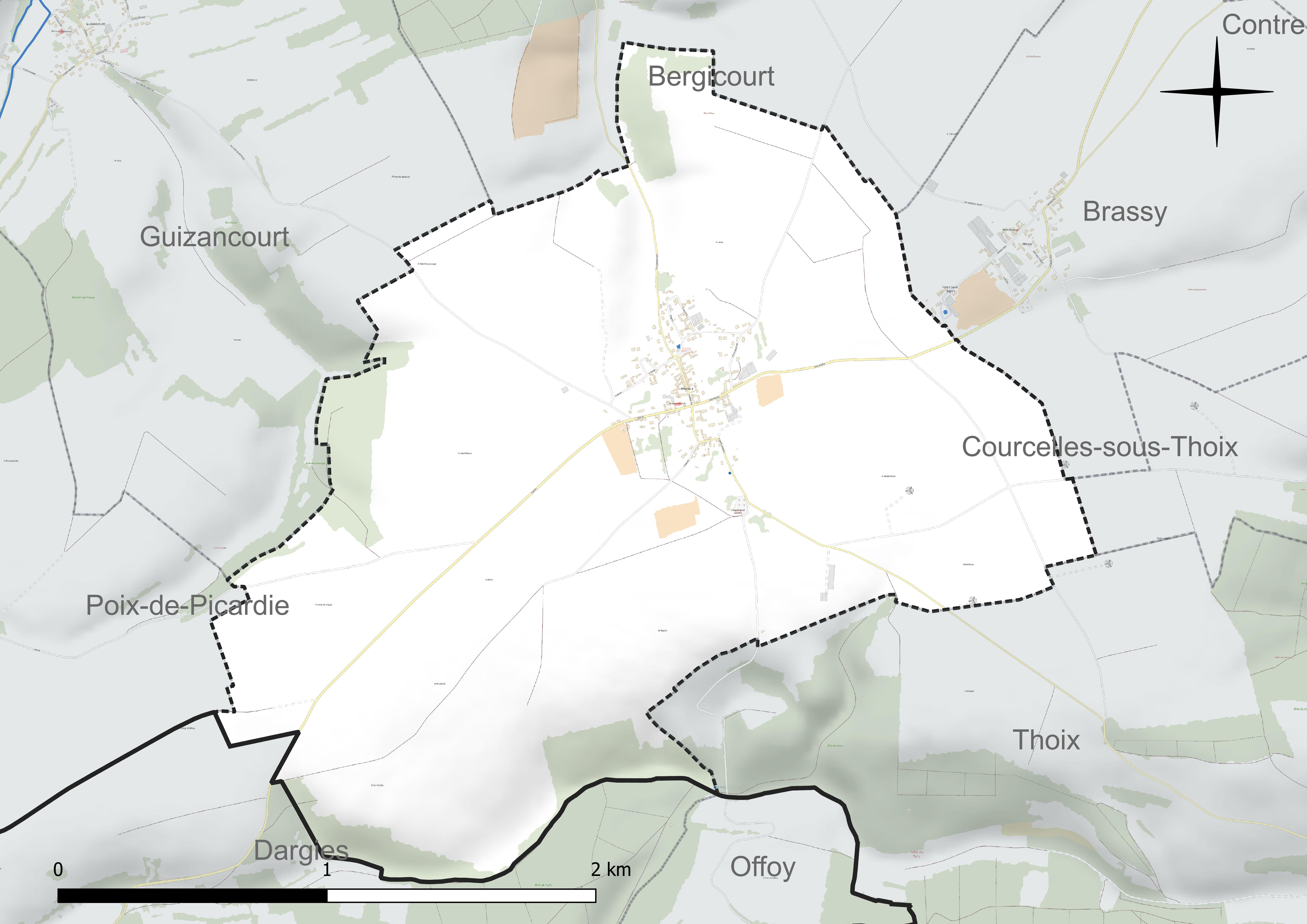
Réseau hydrographique de Sentelie.

### Climat
Pour des articles plus généraux, voir Climat des Hauts-de-France et Climat de la Somme.
En 2010, le climat de la commune est de type climat océanique dégradé des plaines du Centre et du Nord, selon une étude du CNRS s'appuyant sur une série de données couvrant la période 1971-2000. En 2020, Météo-France publie une typologie des climats de la France métropolitaine dans laquelle la commune est exposée à un climat océanique et est dans une zone de transition entre les régions climatiques « Nord-est du bassin Parisien » et « Côtes de la Manche orientale ».
Pour la période 1971-2000, la température annuelle moyenne est de 10,2 °C, avec une amplitude thermique annuelle de 14,6 °C. Le cumul annuel moyen de précipitations est de 802 mm, avec 12,4 jours de précipitations en janvier et 9 jours en juillet. Pour la période 1991-2020, la température moyenne annuelle observée sur la station météorologique la plus proche, située sur la commune de Saint-Arnoult à 18 km à vol d'oiseau, est de 10,4 °C et le cumul annuel moyen de précipitations est de 797,2 mm,. Pour l'avenir, les paramètres climatiques de la commune estimés pour 2050 selon différents scénarios d'émission de gaz à effet de serre sont consultables sur un site dédié publié par Météo-France en novembre 2022.

## Urbanisme

### Typologie
Au 1er janvier 2024, Sentelie est catégorisée commune rurale à habitat dispersé, selon la nouvelle grille communale de densité à sept niveaux définie par l'Insee en 2022.
Elle est située hors unité urbaine. Par ailleurs la commune fait partie de l'aire d'attraction d'Amiens, dont elle est une commune de la couronne,. Cette aire, qui regroupe 369 communes, est catégorisée dans les aires de 200 000 à moins de 700 000 habitants,.

### Occupation des sols
L'occupation des sols de la commune, telle qu'elle ressort de la base de données européenne d'occupation biophysique des sols Corine Land Cover (CLC), est marquée par l'importance des territoires agricoles (87,1 % en 2018), une proportion sensiblement équivalente à celle de 1990 (87,7 %). La répartition détaillée en 2018 est la suivante : 
terres arables (74 %), prairies (10,4 %), forêts (7,2 %), zones urbanisées (5,7 %), zones agricoles hétérogènes (2,7 %). L'évolution de l'occupation des sols de la commune et de ses infrastructures peut être observée sur les différentes représentations cartographiques du territoire : la carte de Cassini (XVIIIe siècle), la carte d'état-major (1820-1866) et les cartes ou photos aériennes de l'IGN pour la période actuelle (1950 à aujourd'hui).

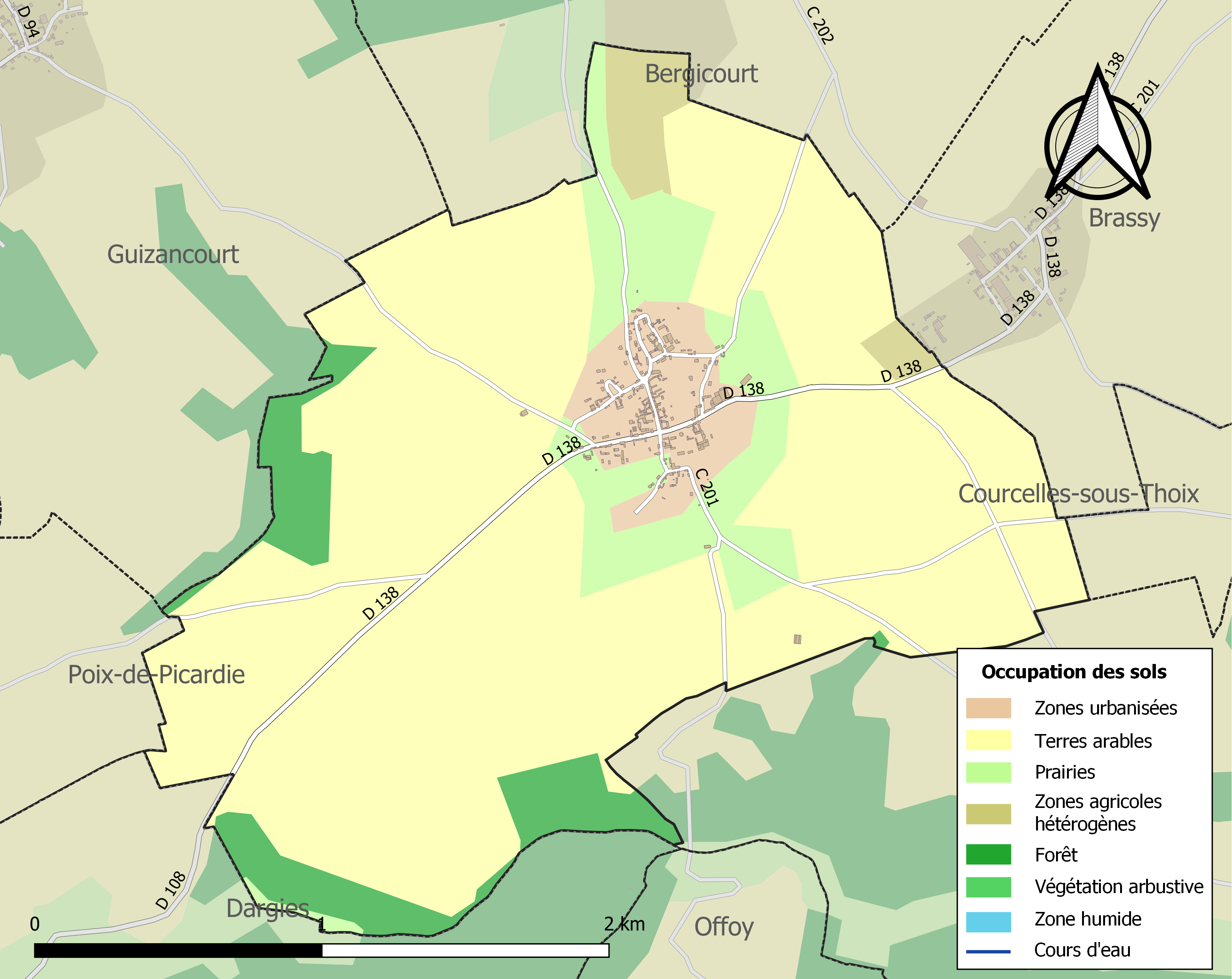
Carte des infrastructures et de l'occupation des sols de la commune en 2018 (CLC).

## Toponymie
Le village s'appelait Semitaclia au XIIe siècle, attesté sous les formes Sainterlies (1189) ; Semita Helye (1233) ; Sainte Helie (1234) ; Sainteli (1278) ; Sainthelye (1301) ; Saint-Herlie (1301) ; S. Helis (1590) ; S. Helie (1648) ; Sentelie S Deliz (1733.) ; S. Elie (1538) ; S. Helies ; S. Delie (1729) ; S. Delis (1729) ; Sentelie (1757) ; Sentelier ou S. Deliz (1778) ; S. Deliz (1778) ; Saintely (1737).
Saint-Lambert est un lieu dit et une chapelle à Sentelie.
Le nom jeté des villageois (sobriquet) était, en picard, Ches kiots roux de Sentelie.

## Histoire
Sentelie dépendait de la châtellenie de Conty.
Sous l'Ancien Régime, la paroisse dépendait du doyenné de Poix puis de celui de  Grandvilliers, diocèse d'Amiens. Sur le plan civil, elle était rattachée de la prévôté de Beauvaisis à Grandvilliers, du bailliage d'Amiens, de l'élection d'Amiens, de l'intendance de Picardie et du grenier à sel de Grandvilliers.
La seigneurie était partagée en deux fiefs dont un avait le même seigneur que Brassy.

## Politique et administration

### Rattachements administratifs et électoraux
La commune se trouve dans l'arrondissement d'Amiens du département de la Somme. Pour l'élection des députés, elle fait partie depuis 2012 de la quatrième circonscription de la Somme.
Elle faisait partie depuis 1801 du canton de Conty. Dans le cadre du redécoupage cantonal de 2014 en France, la commune est intégrée au canton d'Ailly-sur-Noye.

### Intercommunalité
La commune était membre de la  communauté de communes du canton de Conty, créée par un arrêté préfectoral du 23 décembre 1996, et qui s'est substituée aux syndicats préexistants tels que le SIVOM et le SIVU de la coulée verte. Cette intercommunalité est renommée communauté de communes du Contynois en 2015, à la suite de la disparition du canton.
Dans le cadre des dispositions de la loi portant nouvelle organisation territoriale de la République du 7 août 2015, qui prévoit que les établissements publics de coopération intercommunale (EPCI) à fiscalité propre doivent avoir un minimum de 15 000 habitants, la préfète de la Somme propose en octobre 2015 un projet de nouveau schéma départemental de coopération intercommunale (SDCI) qui prévoit la réduction de 28 à 16 du nombre des intercommunalités à fiscalité propre du département.
Ce projet prévoit la « fusion des communautés de communes du Sud-Ouest Amiénois, du Contynois et de la région d'Oisemont », le nouvel ensemble de 37 412 habitants regroupant 120 communes,. À la suite de l'avis favorable de la commission départementale de coopération intercommunale en janvier 2016, la préfecture sollicite l'avis formel des conseils municipaux et communautaires concernés en vue de la mise en œuvre de la fusion.
La communauté de communes Somme Sud-Ouest, dont est désormais membre la commune, est ainsi créée au 1er janvier 2017.

### Liste des maires
| Période                                  | Période                | Identité        | Étiquette | Qualité                                        |
| ---------------------------------------- | ---------------------- | --------------- | --------- | ---------------------------------------------- |
| Les données manquantes sont à compléter. |                        |                 |           |                                                |
| mars 2001                                | 2020                   | Patrick Magnier |           | Ouvrier puis agent d'entretien dans un collège |
| mai 2020                                 | En cours (au 1/6/2020) | Patrick Rimbert |           |                                                |

## Population et société

### Démographie
L'évolution du nombre d'habitants est connue à travers les recensements de la population effectués dans la commune depuis 1793. Pour les communes de moins de 10 000 habitants, une enquête de recensement portant sur toute la population est réalisée tous les cinq ans, les populations de référence des années intermédiaires étant quant à elles estimées par interpolation ou extrapolation. Pour la commune, le premier recensement exhaustif entrant dans le cadre du nouveau dispositif a été réalisé en 2008.

En 2022, la commune comptait 212 habitants, en évolution de +3,41 % par rapport à 2016 (Somme : −1,26 %, France hors Mayotte : +2,11 %).
| 1793 | 1800 | 1806 | 1821 | 1831 | 1836 | 1841 | 1846 | 1851 |
| ---- | ---- | ---- | ---- | ---- | ---- | ---- | ---- | ---- |
| 356  | 377  | 340  | 367  | 355  | 359  | 340  | 343  | 345  |

| 1856 | 1861 | 1866 | 1872 | 1876 | 1881 | 1886 | 1891 | 1896 |
| ---- | ---- | ---- | ---- | ---- | ---- | ---- | ---- | ---- |
| 350  | 330  | 314  | 294  | 272  | 257  | 261  | 239  | 224  |

| 1901 | 1906 | 1911 | 1921 | 1926 | 1931 | 1936 | 1946 | 1954 |
| ---- | ---- | ---- | ---- | ---- | ---- | ---- | ---- | ---- |
| 223  | 223  | 207  | 195  | 199  | 193  | 197  | 194  | 225  |

| 1962 | 1968 | 1975 | 1982 | 1990 | 1999 | 2006 | 2008 | 2013 |
| ---- | ---- | ---- | ---- | ---- | ---- | ---- | ---- | ---- |
| 238  | 210  | 196  | 176  | 190  | 215  | 210  | 208  | 200  |

| 2018 | 2022 | - | - | - | - | - | - | - |
| ---- | ---- | - | - | - | - | - | - | - |
| 212  | 212  | - | - | - | - | - | - | - |

### Enseignement
L'école ferme en 2001 en raison d'effectifs insuffisants. Le bâtiment est utilisé provisoirement en salle de réunions et bibliothèque, avant d'être transformé en mairie qui respecte les règles d'accessibilité. La mairie est inaugurée à l'automne 2016.

## Culture locale et patrimoine

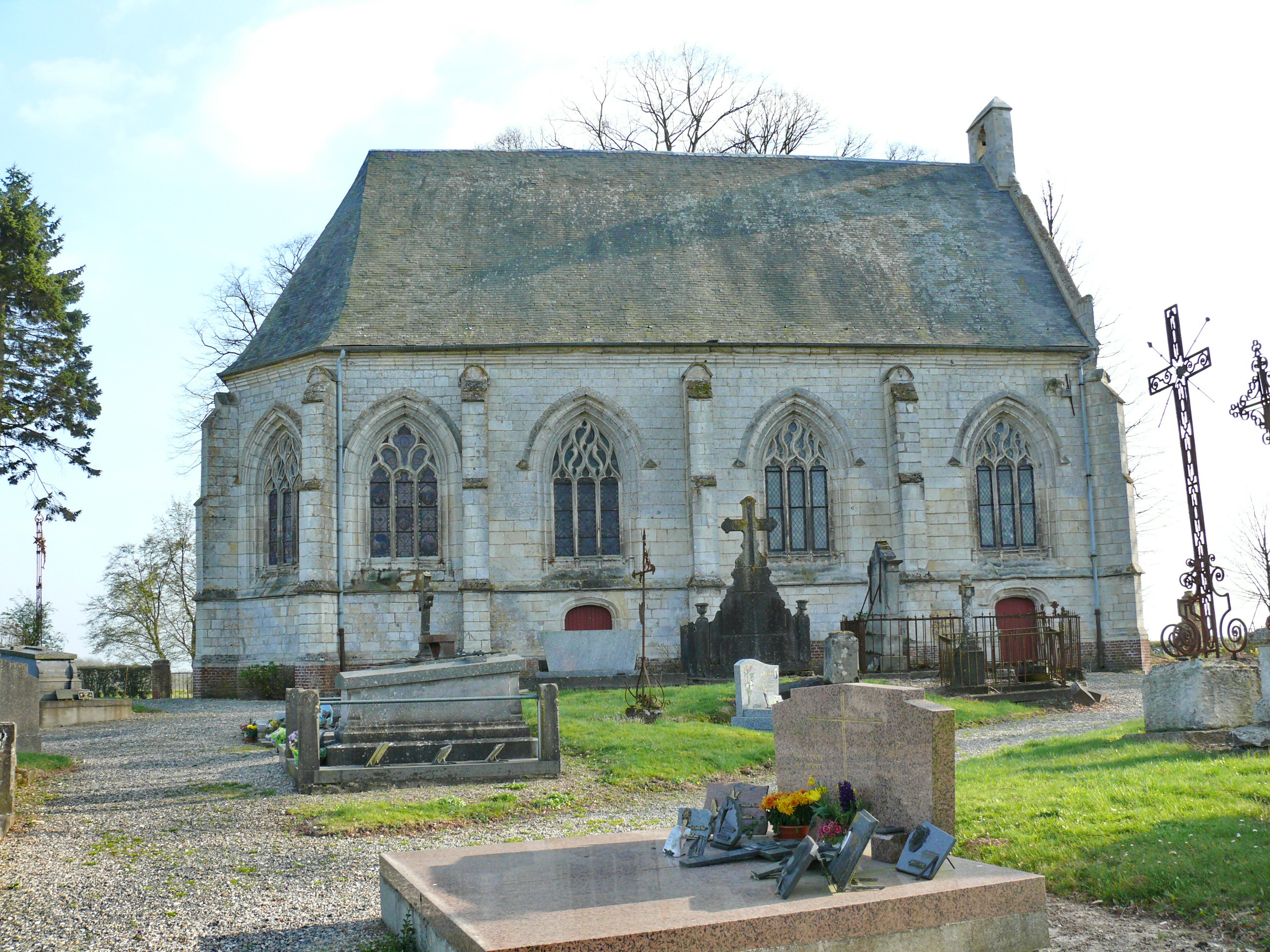
La chapelle Saint-Lambert, dans le cimetière, avec son campenard.

### Lieux et monuments
- Église Saint-Nicolas des XVe et XVIe siècles, restaurée, avec ses sablières et blochets du XVIe siècle[33].
- Chapelle Saint-Lambert du XVIe siècle, qui donnait lieu à un pèlerinage, où se rendaient particulièrement les infirmes[34],[35],[36]. Avec un campenard privé de sa cloche, une sablière sculptée et des blochets ornés de têtes masculines et féminines, elle contient les béquilles de pèlerins, suspendues près de l'autel[16].

L'église Saint-Nicolas
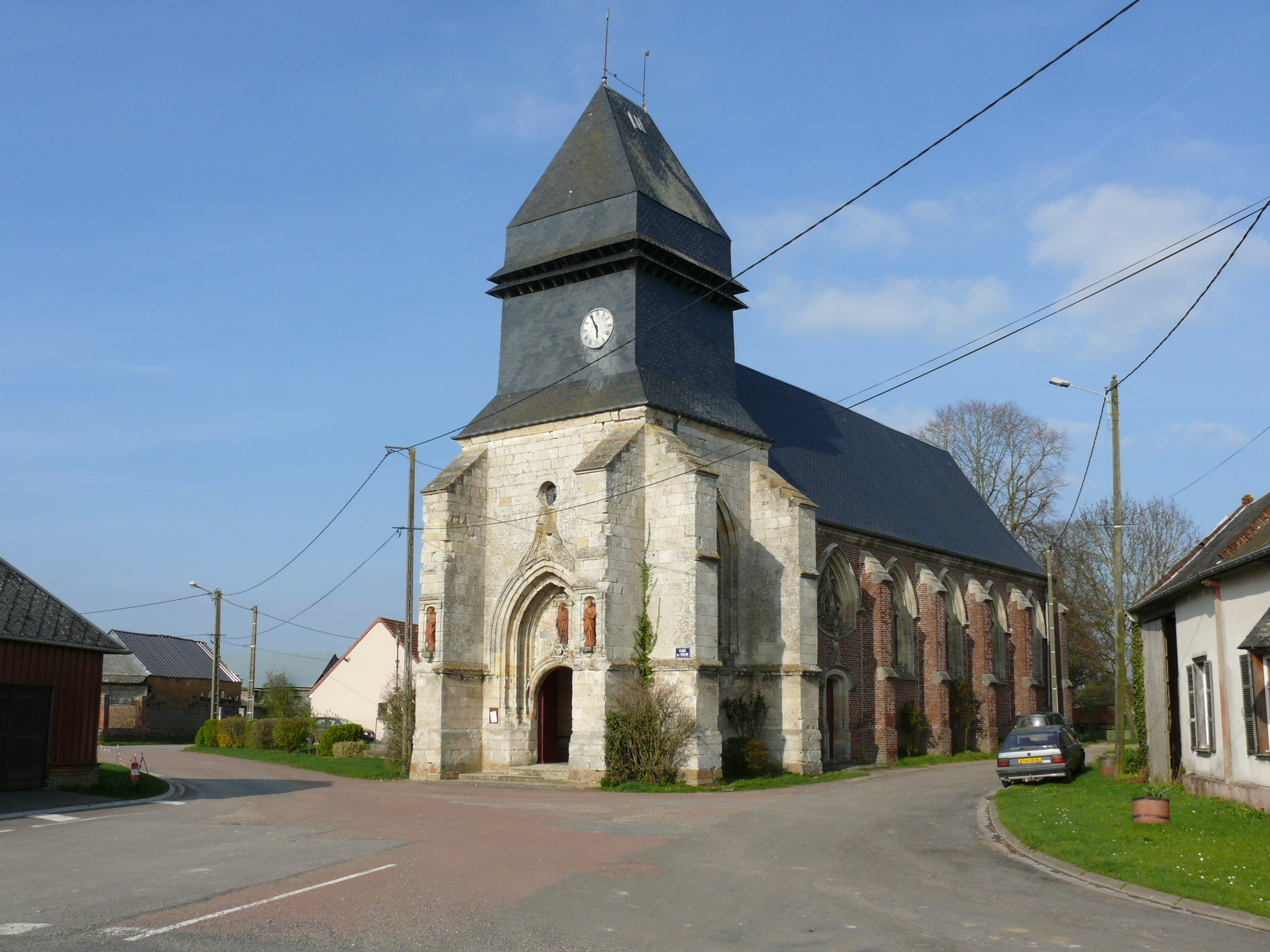
L'église Saint-Nicolas
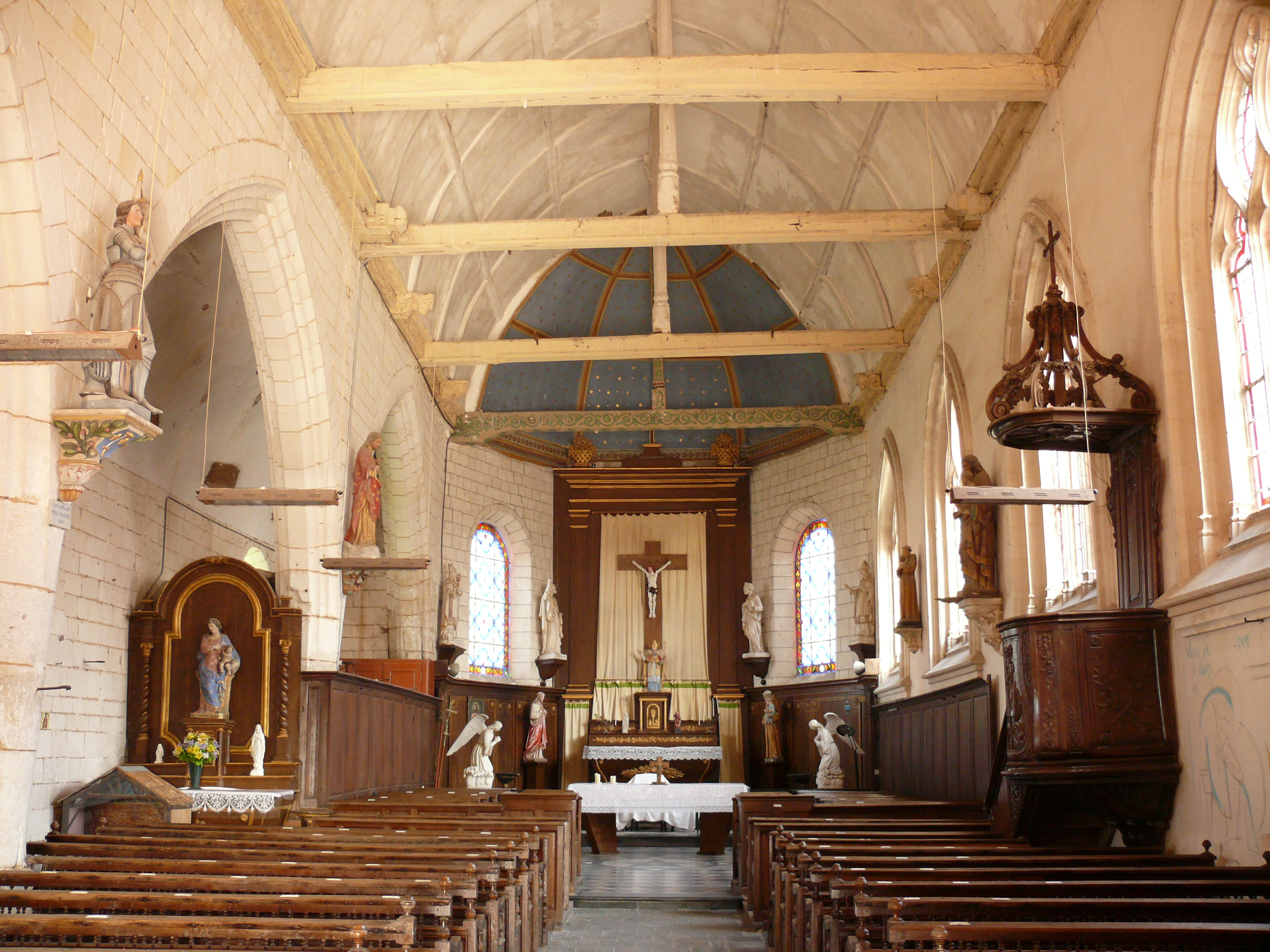
Intérieur de l'église Saint-Nicolas.
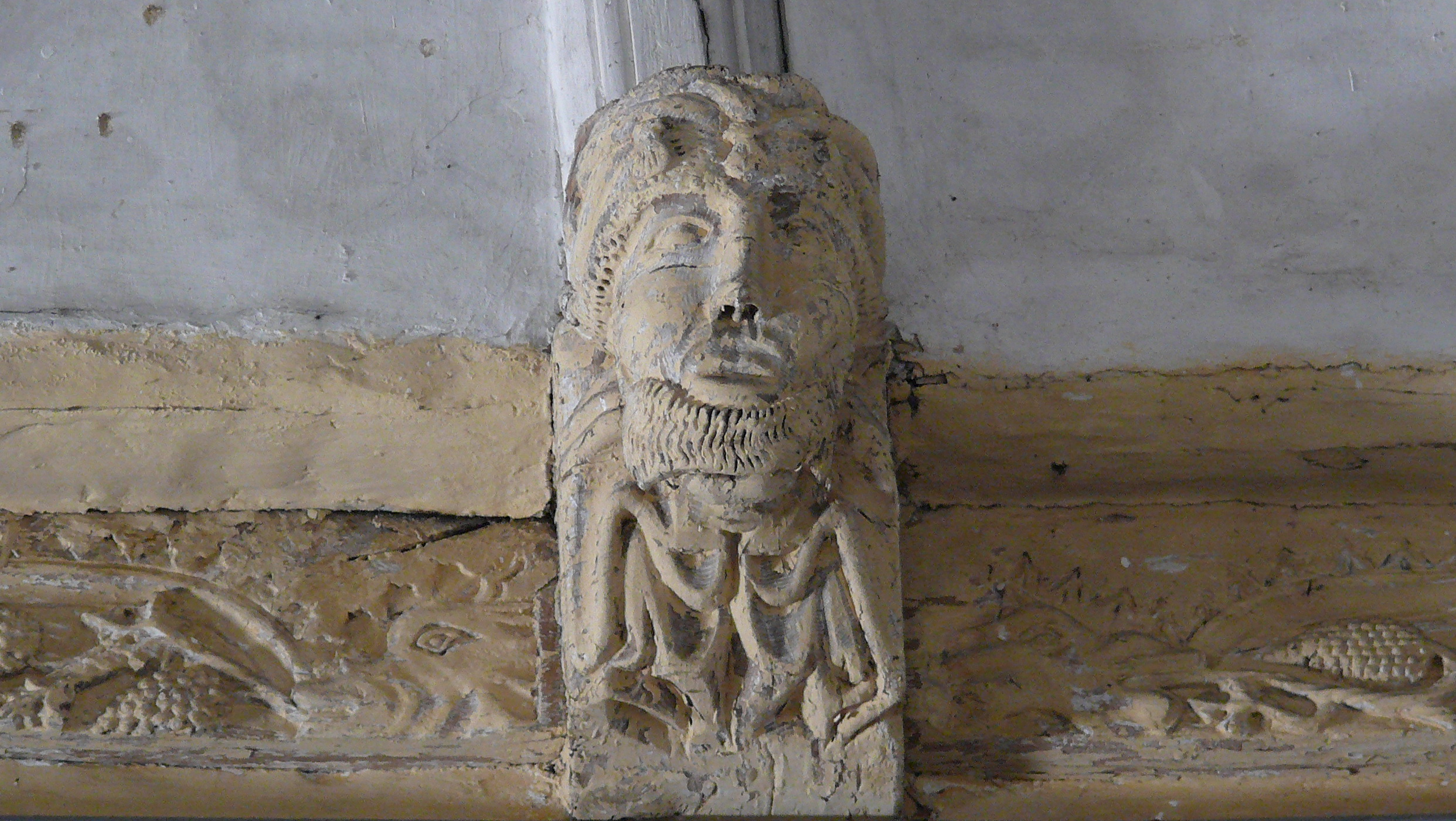
Sablières et blochet en bois sculpté du XVIe siècle.
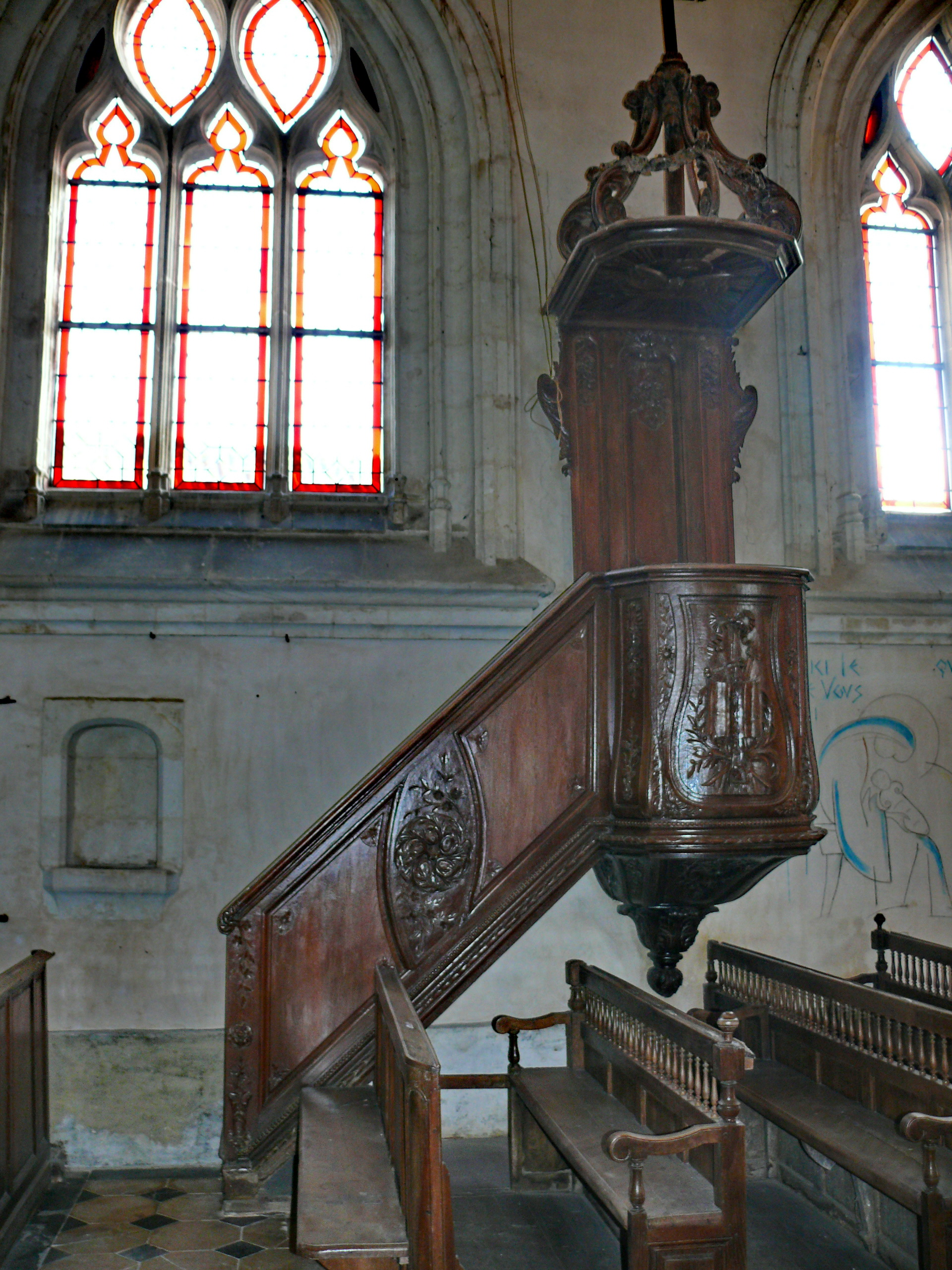
Chaire de l'église.

### Héraldique
| Blason de Sentelie | Blason  | D'azur à deux crosses d'abbé d'or passées en sautoir, à une gerbe de blé du même, liée de gueules brochant en cœur ; au chef cousu* de gueules chargé de trois besants d'argent, le premier surchargé d'un lion de gueules et le deuxième d'une lettre S de sable. |
| Blason de Sentelie | Détails | * Ces armes emploient le terme « cousu » dans le seul but de contrevenir à la règle de contrariété des couleurs : elles sont fautives (gueules sur azur). Le statut officiel du blason reste à déterminer.                                                         |